# Materno di Milano
Materno di Milano (III secolo – Milano, 18 luglio IV secolo) fu vescovo di Milano nella prima metà del IV secolo.
È venerato come santo dalla chiesa cattolica che lo ricorda nel martirologio romano alla data del 18 luglio con queste parole: «A Milano, san Materno, vescovo, che, restituita la libertà alla Chiesa, traslò con tutti gli onori i corpi dei martiri Nábore e Felice da Lodi nella sua città.»

## Biografia
Non esiste documentazione storica coeva sul vescovo milanese Materno. In base ai dati che riguardano il suo predecessore (San Mirocle) ed il suo successore (San Protaso) si può collocare il suo episcopato in un'epoca imprecisata dopo il 314 e prima del 342.
La più antica testimonianza su Materno è un mosaico della chiesa di San Vittore in ciel d'oro, presso la basilica di Sant'Ambrogio, datato alla fine del V secolo, dove il santo, rappresentato con la barba e vestito con una dalmatica, è raffigurato tra i santi Nabore e Felice
Secondo la Passio S. Victoris Mauri martyris Mediolanensis, un vescovo milanese di nome Materno, identificato con il nostro vescovo, fece trasferire le reliquie del martire Vittore, morto l'8 maggio 303, così come quelle dei santi Nabore e Felice, dopo il loro martirio subito a Lodi. Questa informazione è probabilmente all'origine del motivo per cui Materno, in alcune fonti, viene menzionato prima di Mirocle nella cronotassi dei vescovi milanesi.
Secondo un antico Catalogus archiepiscoporum Mediolanensium, Materno, che succedette a san Mirocle e il cui episcopato durò 12 anni, morì e fu sepolto il 18 luglio ad Sanctum Naborem. Il Liber Notitiae Sanctorum Mediolani (XIV secolo) pone il giorno della sua memoria il 19 luglio. Un Itinerario Milanese del VII/VIII secolo colloca invece la sua tomba tra San Celso e Sant'Eustorgio, indizio forse di una successiva traslazione delle sue reliquie.
Le sue reliquie furono oggetto di ricognizione privata da parte di san Carlo Borromeo nel 1571.

## Toponimi
Milano gli ha dedicato una piazza, davanti alla chiesa di Santa Maria Bianca della Misericordia a Casoretto, un tempo chiesa monastica fuori dalla città, posta in una frazione del comune di Lambrate e poi raggiunta dall'espansione urbana dell'inizio del Novecento.
A San Materno è intitolata anche la parrocchia di Figino, antico borgo agricolo oggi frazione di Milano al confine nordoccidentale della città. La chiesa conserva, nella cappella dedicata al Santo, alcuni suoi resti.
A Desio sorge invece la basilica minore dei Santi Siro e Materno.
La frazione San Materno nel comune di Mola di Bari è così chiamata a partire dal primo Settecento, dopo che l'arciprete Giuseppe Zuccarino fece edificare sulla sua proprietà una cappella tuttora esistente intitolata al santo, cui era devoto per motivi ignoti.
A San Materno (cui è stata aggiunta successivamente Santa Lucia) è dedicata la ex chiesa conventuale (oggi parrocchia) del Convento dei Cappuccini, originariamente chiesa di San Francesco, oggi chiesa dei Santi Materno e Lucia, a Pescarenico (quartiere di Lecco). Il convento è ritenuto quello che ispirò il Manzoni per la sede conventuale di fra Cristoforo, ne I promessi sposi.
Ad Ascona un castello con annesso oratorio (oggi teatro) sono dedicati alla memoria del santo.